# Бошковић (кратер)
Бошковић је месечев кратер који је скоро у потпуности еродирала дубоко током времена. Налази се у правцу запад-северозапад од кратера „Јулије Цезар“ и у правцу југ-југоисток од кратера Манилије. 
Дно кратера има низак албедо, а тамне нијансе чине га релативно лако препознатљивим. Површина сече жлебни састав Rimae Бошковић која се протеже пречником од 40 километара. Кратер је добио име по научнику Руђеру Бошковићу.

## Сателитски кратери
Према том споразуму, те функције се налазе на Месецу карте постављањем писмо на страни кратера средине тачка најближа Бошковић.
По конвенцији, ове карактериситке су одређене на карти Месеца, постављањем писма на средњу тачке кратера која је најближа кратеру Бошковић.
| Бошковић | Ширина  | Дужина  | Пречник |
| -------- | ------- | ------- | ------- |
| A        | 9.5° N  | 12.6° E | 6 km    |
| B        | 9.8° N  | 9.2° E  | 5 km    |
| C        | 8.5° N  | 12.0° E | 3 km    |
| D        | 9.0° N  | 12.2° E | 5 km    |
| E        | 9.0° N  | 12.7° E | 21 km   |
| F        | 10.6° N | 11.4° E | 5 km    |
| P        | 11.5° N | 10.3° E | 67 km   |